# Агрегатна функція
В інформатиці, агрегатна функція (дослівно - функція складеного значення) — функція, яка повертає одинарне значення з колекції вхідних значень такої як множина (set), мультимножина (multiset) або список (list).
Серед найпоширеніших агрегатних функцій:
- Average()
- Count()
- Maximum()
- Median()
- Minimum()
- Mode()
- Sum()

Агрегатні функції широко вживані в багатьох мовах програмування, наприклад, Ruby, в електронних таблицях, в реляційній алгебрі.

## Агрегатні функції в SQL
В SQL агрегатні функції повертають одинарне значення, обчислене зі значень в стовпці.
Деякі корисні агрегатні функції:
- AVG() — Повертає середнє значення
- COUNT() — Повертає кількість рядків
- FIRST() — Повертає перше значення
- LAST() — Повертає останнє значення
- MAX() — Повертає найбільше значення
- MIN() — Повертає найменше значення
- SUM() — Повертає суму